# Psectrocladius tusimoseteus
Psectrocladius tusimoseteus är en tvåvingeart som beskrevs av Sasa och Suzuki 1999. Psectrocladius tusimoseteus ingår i släktet Psectrocladius och familjen fjädermyggor. Inga underarter finns listade i Catalogue of Life.